# سلطان محمود بن غازي بك
سلطان محمود هو الشاه التاسع والثلاثين لشروان. تم تعيينه والٍ لمحمود آباد على يد جده فاروخ يسار. قام بالتمرد وقتل والده غازي بك سنة 1501، لكنه تعرض إلى مقاومة من قبل سكان شروان المحليين مما أدى إلى نفيه. عاش بقية حياته في بلاط إسماعيل الأول حتى مقتله في قلعة جولستان سنة 1505.